# Amphorophora cryptotaeniae
Amphorophora cryptotaeniae är en insektsart. Amphorophora cryptotaeniae ingår i släktet Amphorophora och familjen långrörsbladlöss. Inga underarter finns listade i Catalogue of Life.